# Ōyama Sutematsu
 (août 2024).
Si vous disposez d'ouvrages ou d'articles de référence ou si vous connaissez des sites web de qualité traitant du thème abordé ici, merci de compléter l'article en donnant les références utiles à sa vérifiabilité et en les liant à la section « Notes et références ».
Ōyama Sutematsu est un nom japonais traditionnel ; le nom de famille (ou le nom d'école), Ōyama, précède donc le prénom (ou le nom d'artiste).
Ōyama Sutematsu (大山 捨松)  (16 mars 1860 - 18 février 1919), née Yamakawa Sutematsu, est une femme japonaise de l'ère Meiji qui fut une importante figure sociale.

## Biographie
Née à Aizu, elle est issue d'une famille d'obligés de Katamori Matsudaira. En décembre 1871, elle est envoyée aux États-Unis pour étudier dans le cadre de la mission Iwakura. Elle loge dans la maison de Leonard Bacon, dans laquelle elle se lie d'amitié avec sa fille Alice Mabel Bacon. Les deux petites filles vivent comme des sœurs pendant dix ans, malgré leur différence de culture. Sutematsu est diplômée du Vassar College, où elle reçoit une éducation classique. Ses frères sont Yamakawa Kenjirō et Yamakawa Hiroshi et sa sœur Yamakawa Futaba.
Sutematsu épousa Iwao Ōyama, un général de l'armée impériale japonaise (et un ancien obligé du domaine de Satsuma). Ironiquement, Ōyama fut artilleur durant le bombardement de la ville d'Aizu où habitait Sutematsu.
Après la mort d'Ōyama, Sutematsu meurt de la grippe espagnole en 1919.

## Galerie

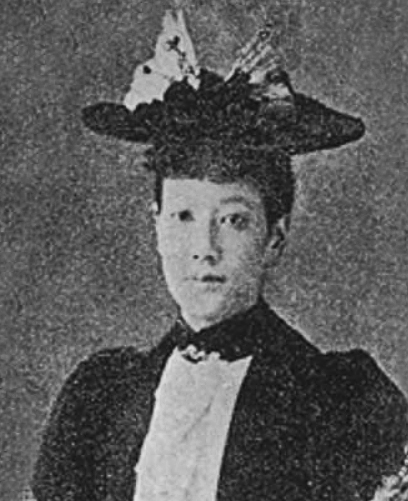
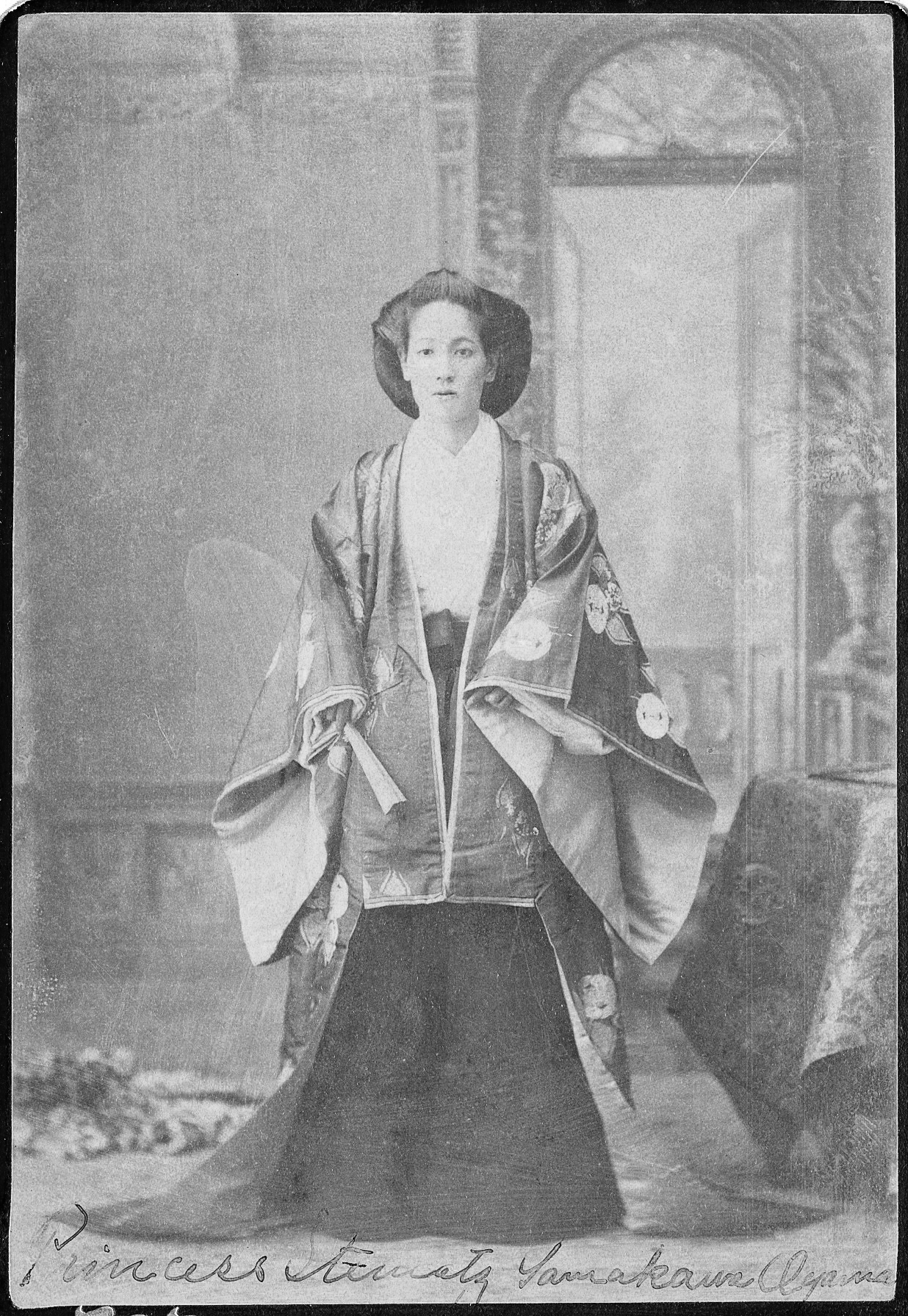
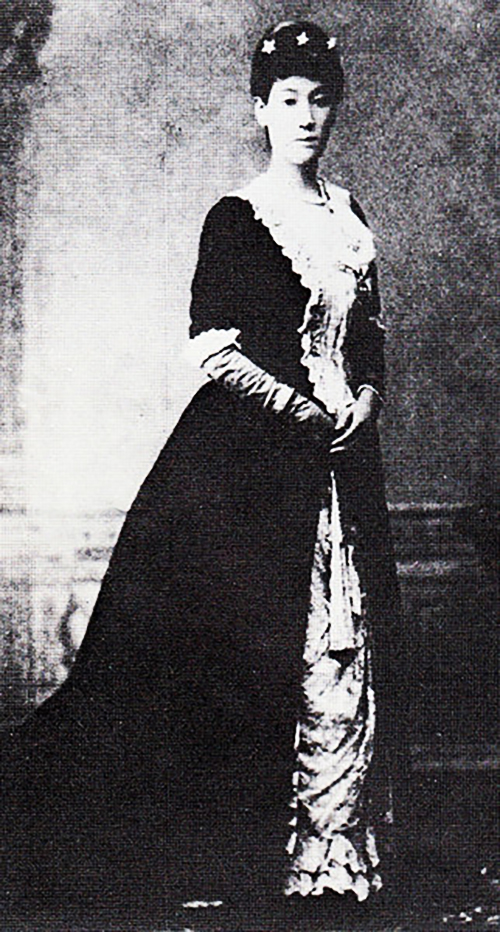
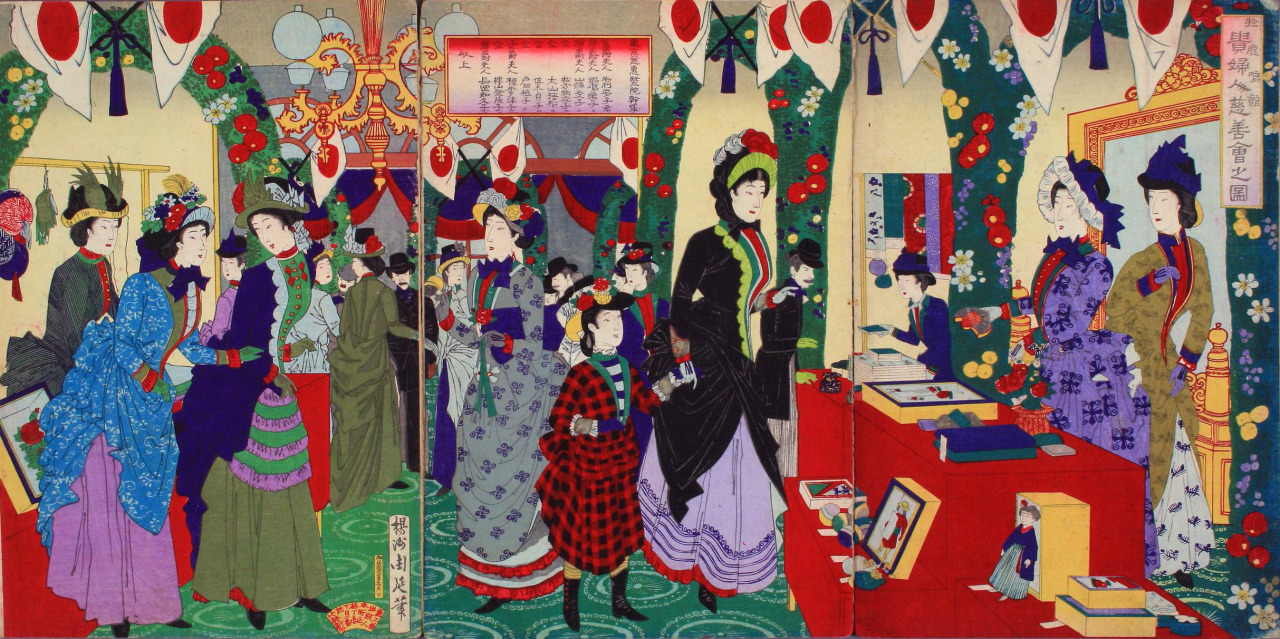
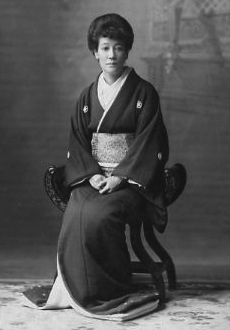
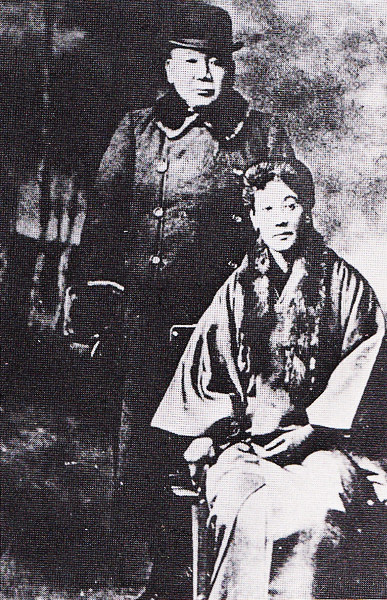
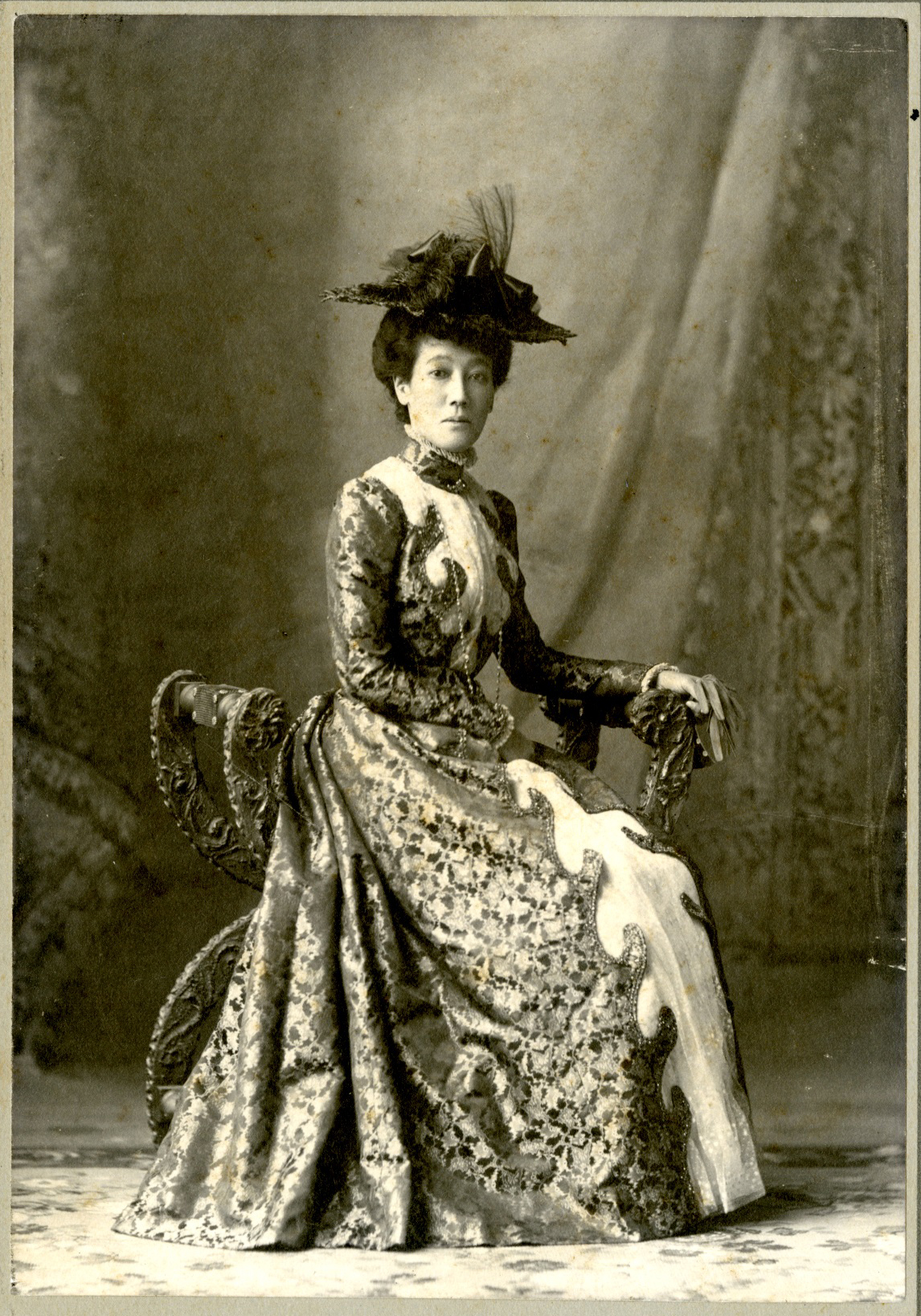